# Центральна міська бібліотека для дорослих (Тернопіль)

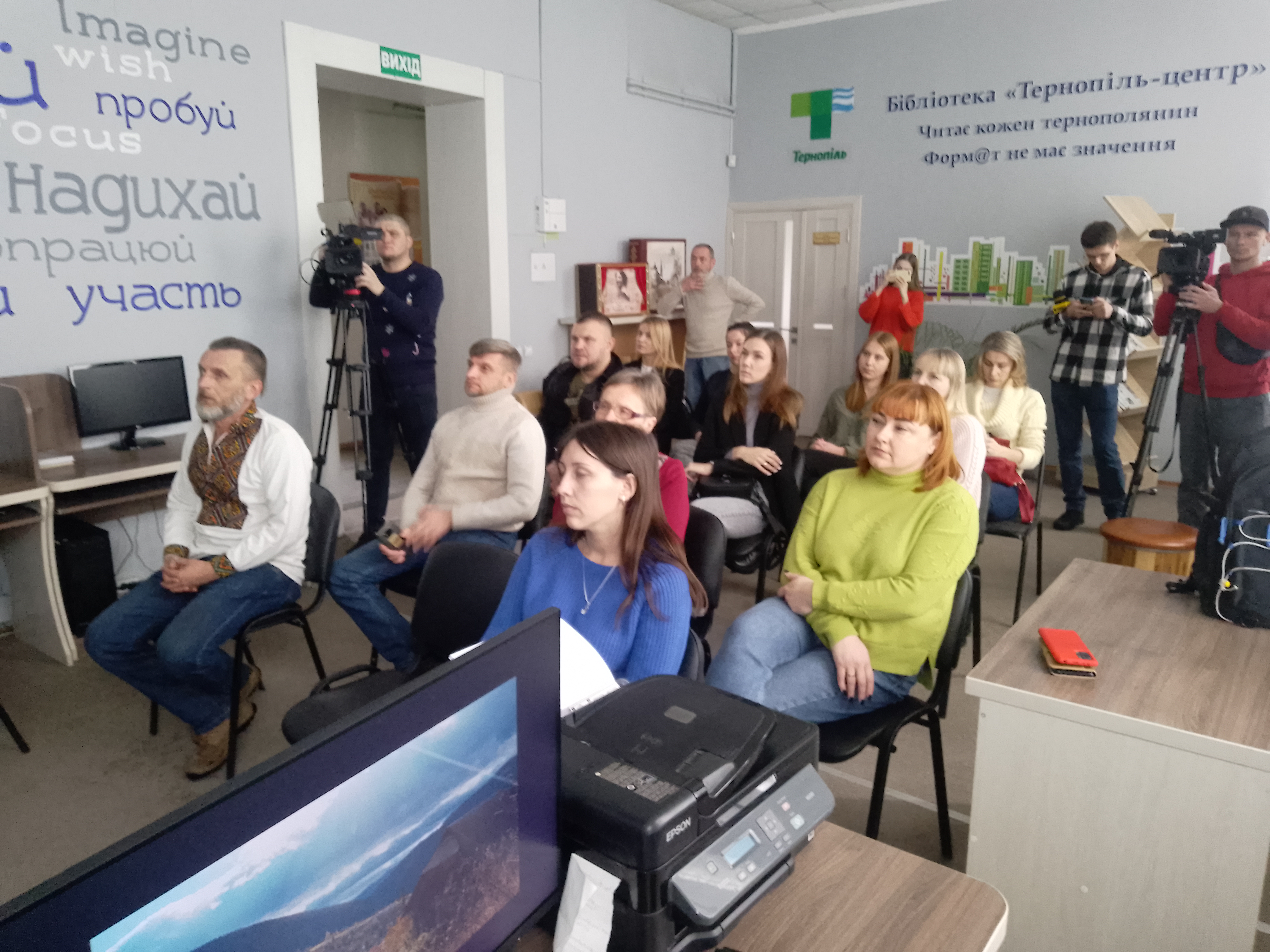
Старт кіномарафону

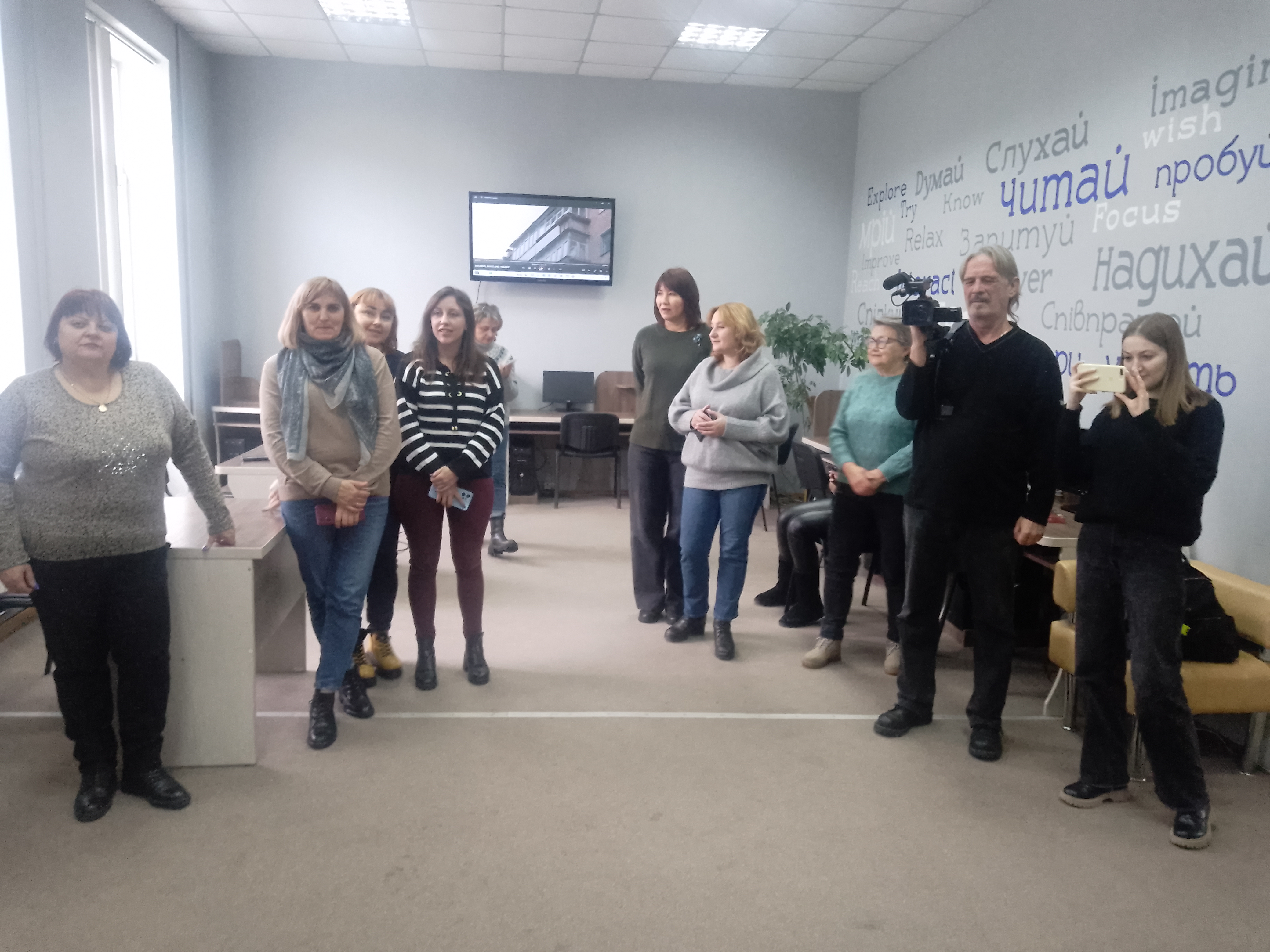
Відкриття виставки "На просторах майбуття"

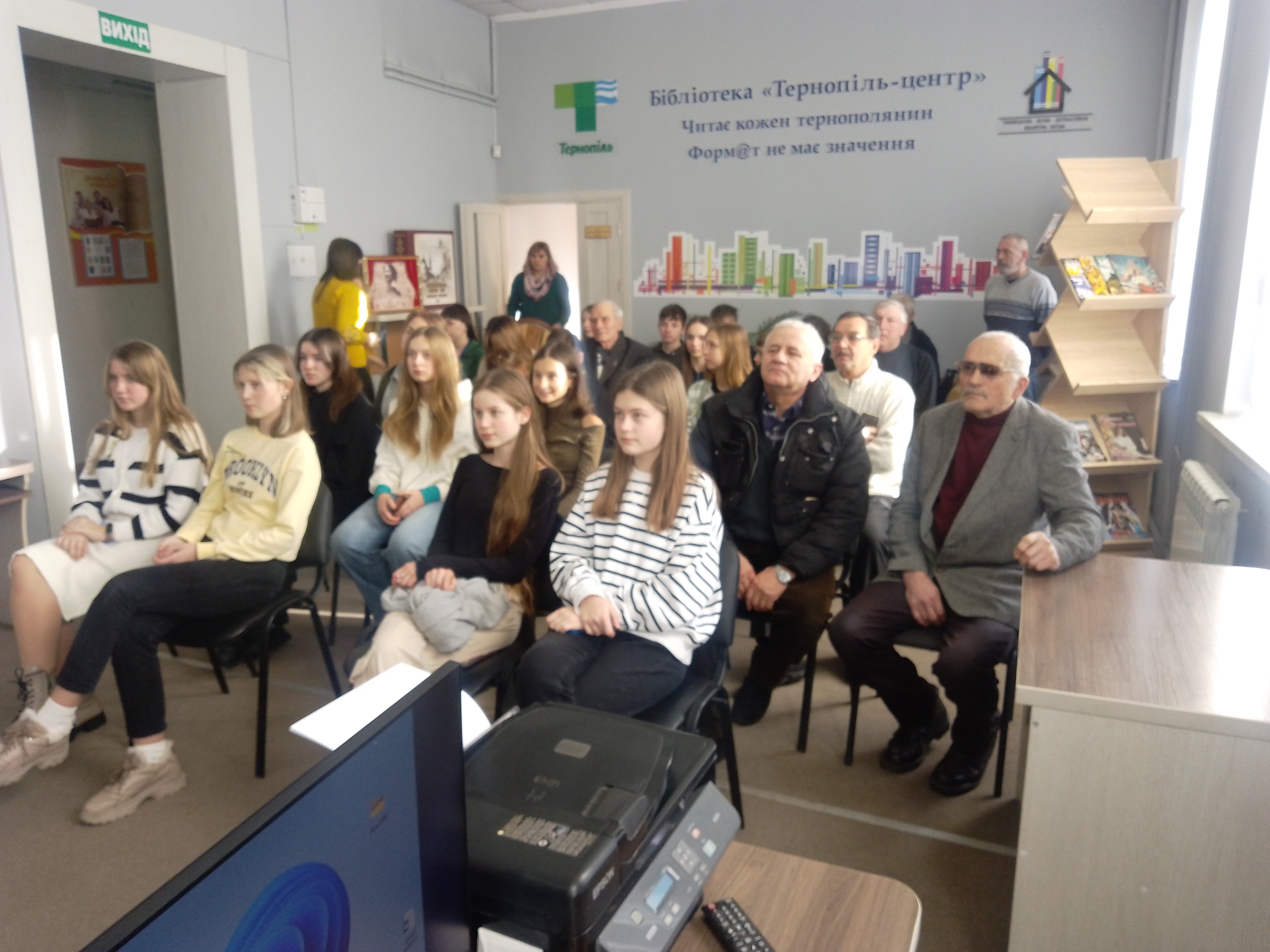
Показ фільму "Росохацька група" під час кіномарафону "Синьо-жовта стрічка"

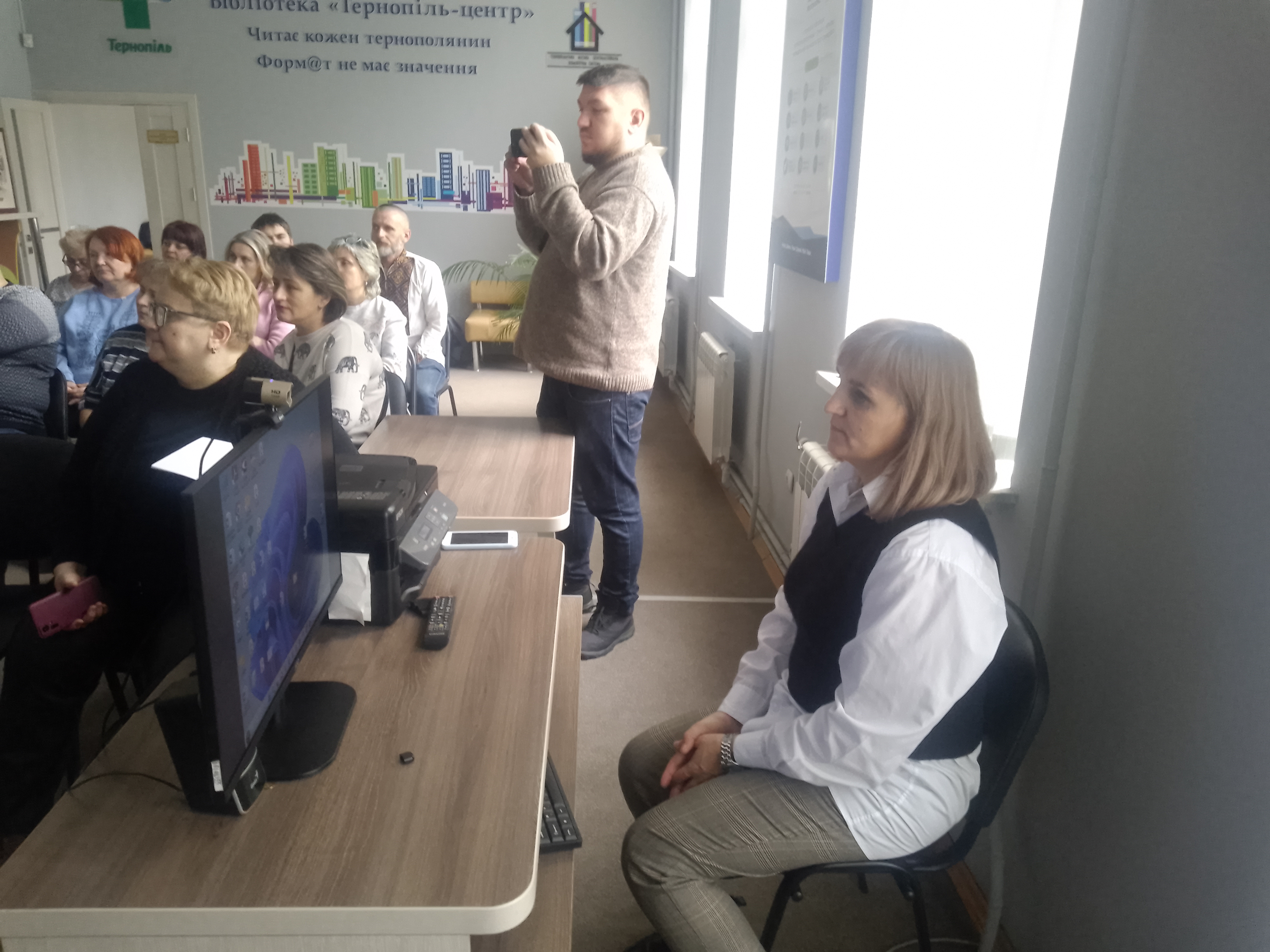
Кінофестиваль "1084.На межі" у Тернопільській ЦБС

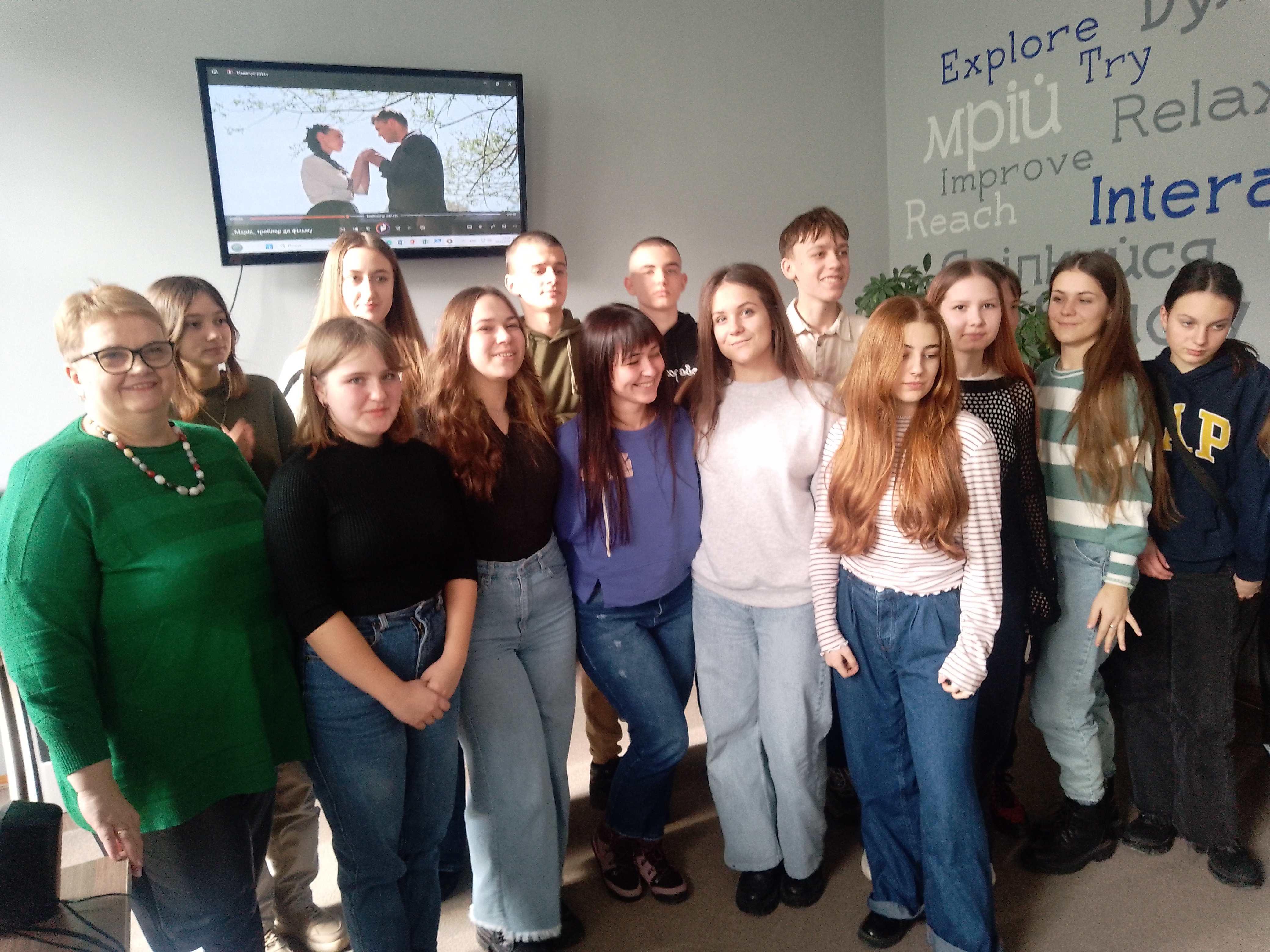
Учасники заходу пам'яті Дарки Гусяк та Василя Капустинського під час кіномарафону "Синьо-жовта стрічка"

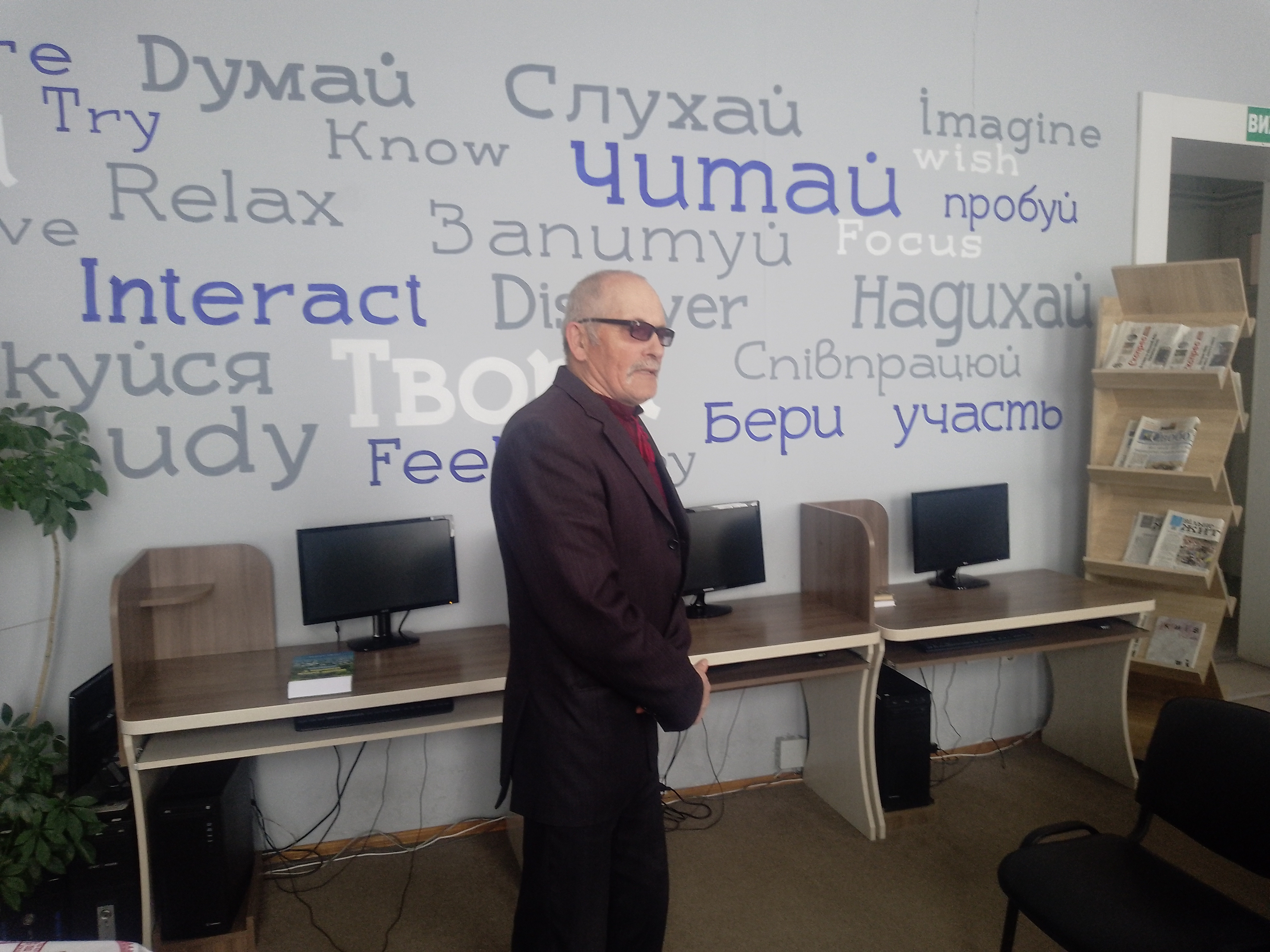
Володимир Мармус на зустрічі з творчою молоддю 22 березня 2024 у Центральній міській бібліотеці для дорослих Тернополя

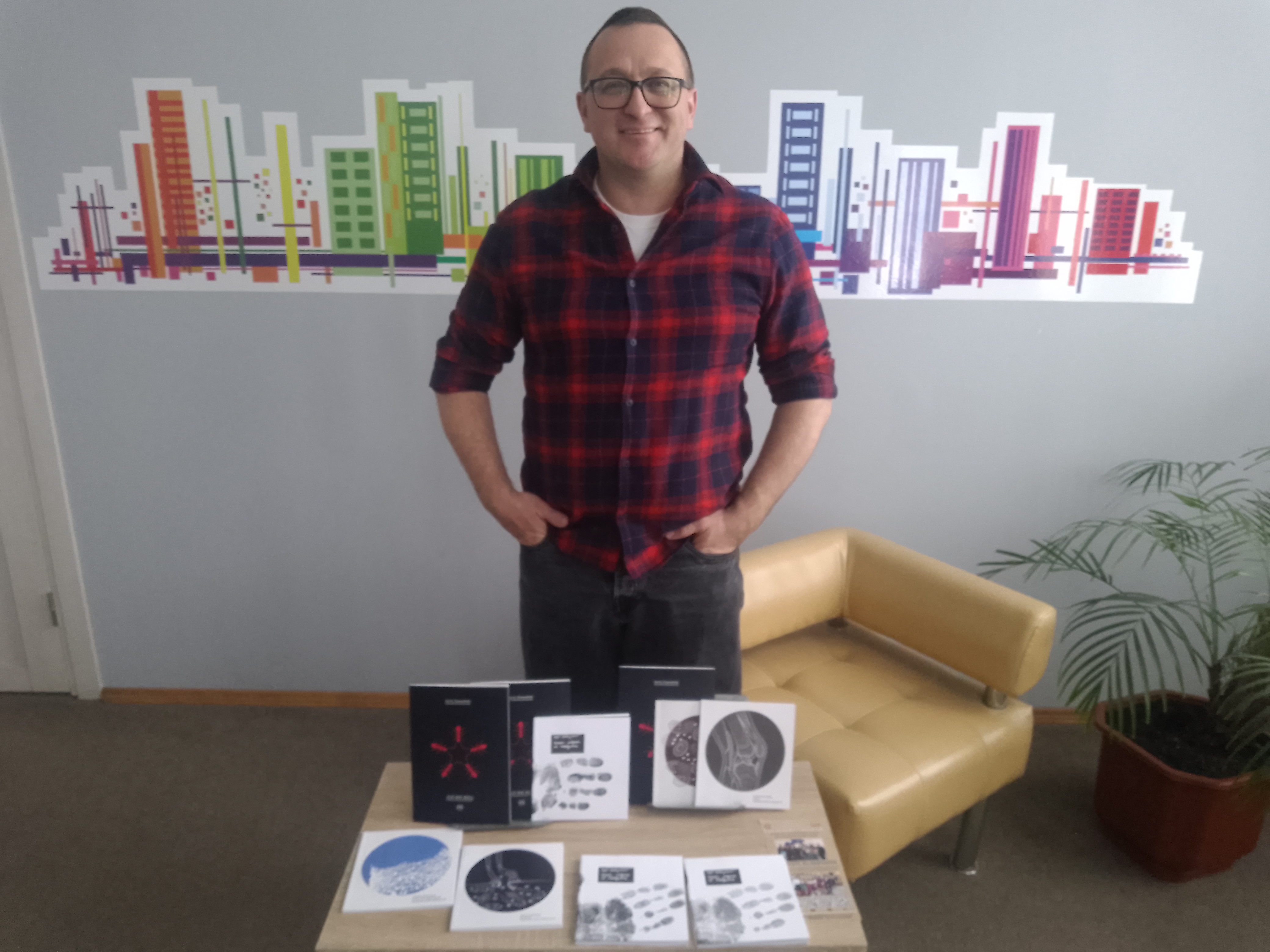
Юрій Завадський перед зустріччю- поетичним акцентом «Сьогодення у рядках»

Центральна міська бібліотека для дорослих — структурний підрозділ Тернопільської міської централізованої бібліотечної системи.

## Історія
Центральна міська бібліотека заснована у вересні 1945 року.

## Будівля
Будинок, у якому розташована бібліотека, збудований у 1910-х роках і є пам'яткою архітектури місцевого значення, охоронний номер 243.

## Відомості
Обсяг фонду бібліотеки становить близько 35 тис. примірників документів. Бібліотека щорічно передплачує 34 назви газет, 58 назв журналів.
Бібліотека обслуговує понад 3 800 користувачів.
Є абетковий і систематичний каталоги, бібліографічні картотеки: систематична картотека статей, краєзнавча, назв художніх творів, цінних книг.
У бібліотеці створено нетрадиційну форму обслуговування ДІЦ — довідково-інформаційний центр із питань культури, освіти, діяльності органів влади та місцевого самоврядування.
До послуг користувачів:
- платний «нічний абонемент»;
- Інтернет-центр;
- ксерокопіювання, комп'ютерні послуги (комп'ютерний набір, сканування, копіювання, година користування ПК).

## Творчі акції
Протягом кількох місяців 2016—2017 років у бібліотеці розміщена експозиція І-го фотоконкурсу серед читачів книгозбірень Тернопільської міської ЦБС «Читаймер успіху», в якому учасники різного віку представили понад пів сотні світлин тривав кілька місяців. 10 лютого 2017 року в інтернет-центрі бібліотеки відбулося нагородження переможців.
З 2022 року бібліотека є місцевим партнером Мандрівного фестивалю документального кіно про права людини Docudays UA.
10 травня 2023 року відкрилась виставка майстрині народних художніх промислів Євгенії Войнарської «Вишиванка – вічна пісня барв і кольорів».
15 січня 2024 року розпочався кіномарафон "Синьо-жовта стрічка" за підтримки ТРО Медіа та ГО "Тернопільська кінокомісія".
24 січня 2024 року відбулася інформаційно-просвітницька зустріч «Разом ми сильніші за інсульт» з працівниками Тернопільської міської центральної бібліотечної системи.